# Hypoderma moschiferi
Hypoderma moschiferi – gatunek owada z rodziny gzowatych (Oestridae). Jego larwy są pasożytami jeleniowatych.